# Jordan Addison
Jordan Lee Addison (geboren am 27. Januar 2002 in Frederick, Maryland) ist ein US-amerikanischer American-Football-Spieler auf der Position des Wide Receivers. Er spielte College Football für die USC Trojans und die Pittsburgh Panthers. In der Saison 2021 gewann Addison den Fred Biletnikoff Award als bester Wide Receiver im College Football. Im NFL Draft 2023 wurde er in der ersten Runde von den Minnesota Vikings ausgewählt.

## Frühe Jahre und College
Addison besuchte die Tuscarora High School in seiner Heimatstadt Frederick, Maryland. Dort spielte er Football als Cornerback, Quarterback und Wide Receiver. Addison erhielt Stipendienangebote von 20 College-Football-Programmen, darunter von der University of Notre Dame als Cornerback. Da er jedoch als Wide Receiver spielen wollte, entschied er sich für die Pittsburgh Panthers der University of Pittsburgh.
Bei den Panthers war Addison von seiner ersten Saison an Stammspieler. Er kam 2020 in zehn Partien zum Einsatz, davon achtmal als Starter. Mit 60 gefangenen Pässen für 666 Yards und vier Touchdowns führte Addison jeweils sein Team an. Bei der Wahl zum Freshman of the Year in der Atlantic Coast Conference (ACC) belegte er den zweiten Platz hinter Runningback Kyren Williams. In der Saison 2021 kam Addison als Hauptanspielstation von Kenny Pickett, der Finalist bei der Wahl zur Heisman Trophy wurde, vor dem die Saison abschließenden Bowl Game auf 93 gefangene Pässe für 1479 Yards Raumgewinn – jeweils Bestwerte in den Power Five – sowie 17 Touchdowns, was der landesweite Bestwert war. Mit vier Touchdowns im Spiel gegen die Virginia Cavaliers egalisiert Addison zudem den Schulrekord. Bei der Wahl zum Fred Biletnikoff Award 2021 setzte Addison sich gegen David Bell und Jameson Williams durch. Damit war er nach Antonio Bryant und Larry Fitzgerald der dritte Spieler der Panthers, der diese Auszeichnung gewinnen konnte. Zudem wurde er in das All-Star-Team der ACC sowie zum Consensus All-American gewählt. Pittsburgh gewann in der Saison 2021 erstmals die Meisterschaft in der ACC.
Am 19. Mai 2022 gab Addison bekannt, in der Saison 2022 für die USC Trojans der University of Southern California zu spielen. Dort war er die Hauptanspielstation von Heisman-Trophy-Sieger Caleb Williams und fing in elf Spielen 59 Pässe für 875 Yards und acht Touchdowns. Addison war Halbfinalist bei der Wahl zum Biletnikoff Award und wurde in das All-Star-Team der Pacific-12 Conference gewählt. Am 16. Januar 2023 gab Addison seine Anmeldung für den kommenden NFL Draft bekannt.

## NFL
Im NFL Draft 2023 wurde Addison an 23. Stelle von den Minnesota Vikings ausgewählt. Bei den Vikings sollte er den Abgang von Adam Thielen kompensieren und neben T. J. Hockenson und K. J. Osborn Nummer-eins-Receiver Justin Jefferson ergänzen. Im Oktober wurde Addison als Offensive Rookie of the Month ausgezeichnet. Er fing 23 Pässe für 297 Yards und fünf Touchdowns. Insgesamt konnte Addison als Rookie 70 Pässe – zweitbester Wert für einen Rookie bei den Vikings nach Justin Jefferson mit 88 Catches in der Saison 2020 – für 911 Yards und zehn Touchdowns fangen. In seiner zweiten NFL-Saison fing Addison 63 Pässe für 875 Yards und neun Touchdowns. Er verpasste zwei Spiele wegen einer Knöchelverletzung.

## NFL-Statistiken
| 2023                               | MIN   | 17 | 14 | 70  | 911  | 13,0 | 62 | 10 | 0 | 0 |
| 2024                               | MIN   | 15 | 15 | 63  | 875  | 13,9 | 69 | 9  | 0 | 0 |
| Total                              | Total | 32 | 29 | 133 | 1786 | 13,4 | 69 | 19 | 0 | 0 |
| Quelle: pro-football-reference.com |       |    |    |     |      |      |    |    |   |   |